# جينيفر ديليا
جينيفر ديليا (بالإنجليزية: Jennifer DeLia)‏ هي كاتبة سيناريو ومخرجة وممثلة أمريكية، ولدت في 30 سبتمبر 1979.

## وصلات خارجية
- جينيفر ديليا على موقع IMDb (الإنجليزية)
- جينيفر ديليا على موقع ألو سيني (الفرنسية)
- جينيفر ديليا على موقع أول موفي (الإنجليزية)
- جينيفر ديليا على موقع قاعدة بيانات الفيلم (الإنجليزية)
- جينيفر ديليا على موقع كينوبويسك (الروسية)